# Concoret
Concoret (Konkored trong tiếng Bretagne) là một xã ở tỉnh Morbihan trong vùng Bretagne tây bắc Pháp. Xã này có diện tích 15,76 km², dân số năm 1999 là 645 người. Khu vực này có độ cao từ 66-133 mét trên mực nước biển.
Cư dân của Concoret danh xưng trong tiếng Pháp là Concoretois.
Ở đây có lâu đài Comper